# Sass Henno
Sass Henno (* 13. September 1982 in Tartu) ist ein estnischer Schriftsteller.

## Leben und Werk
Sass Henno besuchte von 1989 bis 2001 das renommierte Miina-Härma-Gymnasium im südestnischen Tartu. Von 2001 bis 2003 studierte er an der Höheren Kunstschule Tartu die Fächer Computergraphik und Werbewesen. Von 2003 bis 2005 studierte er Film, Video und Medienregie an der Pädagogischen Universität Tallinn. 2007 begann er ein Studium als Drehbuchschreiber an der Baltischen Film- und Medienschule (BMF) in Tallinn. Henno ist daneben beim öffentlich-rechtlichen estnischen Fernsehen ETV als Assistent und Regisseur tätig.
Als Schriftsteller debütierte Henno 2003 mit seinem ersten literarischen Werk, das anfangs nur im Internet zu lesen war. Es trug den Titel Elu algab täna („Das Leben beginnt heute“), wurde aber von den estnischen Literaturzeitschriften ernst genommen und rezensiert.
Hennos zweiter Internet-Roman, Mina olin siin. Esimene arest („Ich war hier. Der erste Arrest“), brachte dann seinen literarischen Durchbruch. Das Werk gewann 2004 den estnischen Romanwettbewerb und wurde zum gefeierten Bestseller. 2005 wurde es als Buch gedruckt. Es wurde 2008 auch verfilmt (Regie René Vilbre, Drehbuch Ilmar Raag). Die Geschichte handelt von Rass, einem 17-jährigen Eliteschüler, der zum Drogendealer wird.
Es folgten 2005 die Kindergeschichte Mereröövlimäng („Seeräuberspiel“) und 2006 die Buchversion von Elu algab täna. 2007 drehte Henno den Kurzspielfilm Südameasjad („Herzensangelegenheiten“).
Seit September 2005 ist Sass Henno Mitglied des Estnischen Schriftstellerverbands.